# ジェンナーロ・ルオートロ
ジェンナーロ・ルオートロ（Gennaro Ruotolo, 1967年3月20日 - ）は、イタリア・サンタ・マリーア・ア・ヴィーコ出身の元サッカー選手。守備的MF としてプレーしていた。
1988年から2002年までジェノアでプレー、ジェノアの最多出場記録である通算444試合に出場した。この間1991-92年度シーズンにはUEFAカップで準決勝まで進出した。三浦知良も在籍していた1994-95年度にはセリエBへの降格も経験した。1991年にイタリア代表として1試合の出場経験がある。
現在はジェノアのU-18チームの指導にあたっている。